# Le Mesnil-Caussois

Le Mesnil-Caussois este o comună în departamentul Calvados, Franța. În 1 ianuarie 2018 avea o populație de 117 de locuitori.